# 神田花岡町
神田花岡町（日语：／ Kanda-hanaokachō */?）是東京都千代田區的町名。2013年8月1日為止的人口為0人。郵遞區號101-0028。

## 地理
位於千代田區東北部。北臨神田相生町、神田松永町，東邊與南邊接神田佐久間町，西連外神田一丁目。
神田花岡町在秋葉原站附近，町域内有JR線的秋葉原站與鐵路路廊、秋葉原站前巴士轉運站、筑波快線秋葉原站，站旁的atre秋葉原2，友都八喜秋葉原（ヨドバシAkiba）（部分屬神田松永町）等。

## 歷史
原為防火地，後秋葉神社移至此地。1874年（明治7年）成立花岡町。

### 地名由來
「花岡」意為「花之丘」。原本此地的秋葉神社花園，滿植草木而得名。

## 備註
1. ↑  千代田区ホームページ - 町丁別世帯数および人口（住民基本台帳）：平成25年8月1日現在 的存檔，存档日期2013-10-27.